# Cressida
Cressida är en inre måne till Uranus. Den upptäcktes utifrån bilder tagna av Voyager 2 den 9 januari 1986 och fick den tillfälliga beteckningen S/1986 U 3. Den namngavs efter Cressida, den trojanska dottern till Calchas, en tragisk hjältinna i William Shakespeares pjäs Troilus och Cressida (liksom i berättelser av Geoffrey Chaucer och andra). Den är också betecknad Uranus IX.
Månen tillhör Portiagruppen, vilken inkluderar Bianca, Desdemona, Juliet, Portia, Rosalind, Cupid, Belinda och Perdita. Dessa månar har liknande banor och fotometriska egenskaper.
Få saker är kända om Cressida utöver dess raide på 41 km, bana och geometriska albedo på cirka 0,08.
På Voyager 2:s bilder ser Cressida ut som ett långsträckt föremål, och bilderna antyder att Cressidas storaxel pekar mot Uranus. Förhållandet mellan axlarna i Cressida utbredda sfäroid är 0,8 ± 0,3. Dess yta är gråfärgad.
Cressida kan kollidera med Desdemona inom de närmaste 100 miljoner åren.